# Marion Cotillard
Marion Cotillard (Paris, 30 de setembro de 1975) é uma atriz francesa, vencedora do Oscar de Melhor Atriz, conhecida por estrelar os filmes Piaf - Um Hino ao Amor (2007), Nine (2009), A Origem (2010), Meia-Noite em Paris (2011), Ferrugem e Osso (2012), Dois Dias, Uma Noite (2014), Macbeth (2015) e Aliados (2016). Entre outros filmes de sucesso da atriz estão: Táxi – Velocidade nas Ruas (1998), Amor ou Consequência (2003), Peixe Grande e Suas Histórias Maravilhosas (2003), Eterno Amor (2004), Inimigos Públicos (2009), Até a Eternidade (2010), Contágio (2011), É Apenas o Fim do Mundo (2016), e Astérix et Obélix: l'Empire du Milieu (2023). Cotillard é a única atriz francesa a ganhar um Oscar por um filme em língua francesa, junto a Sophia Loren são as únicas atrizes a ganharem um Oscar de atuação por um filme de língua não inglesa, prêmio que recebeu por sua atuação em Piaf - Um Hino ao Amor em 2008. Em 2015, conquistou sua segunda indicação ao Oscar com outro filme em língua francesa, o belga Dois Dias, Uma Noite, se tornando a primeira atriz a receber uma indicação ao Oscar por um filme belga. Tem papel ativo em causas ecológicas, sendo também porta-voz do Greenpeace desde 2002.
Foi garota-propaganda da bolsa Lady Dior de 2008 a 2017. Em 2020 foi escolhida como o novo rosto do perfume Chanel Nº 5, e já apareceu em mais de 300 capas de revistas, entre elas estão Vogue, Marie Claire, Elle, Variety, Harper's Bazaar, Vanity Fair, Madame Figaro, Glamour, Grazia, W, The Hollywood Reporter e Wall Street Journal Magazine. A atriz também foi escolhida para ser a capa da primeira edição da Dior Magazine, em Setembro de 2012.
Cotillard é a atriz francesa mais bancável do século XXI de acordo com o site PureMedias. Os filmes estrelados pela atriz arrecadaram mais de $3 bilhões nas bilheterias mundiais e venderam mais de 37 milhões de ingressos na França, de 2001 a 2014.

## Biografia
Filha de Jean-Claude Cotillard, um dramaturgo, ator e diretor, e Niseema Theillaud, atriz e professora de drama. Cresceu em Orléans, França e passou parte de sua infância em Alfortville.
Ela é a mais velha de três irmãos. Seus dois irmãos mais novos são gêmeos idênticos: Quentin, pintor e escultor, e Guillaume, diretor e roteirista, nascidos em 6 de Novembro de 1977.
Cotillard começou a atuar na infância e teve sua estreia numa das peças de seu pai. Estudou teatro no Conservartório de Arte Dramática em Orléans e depois no Conservatório Molière em Paris.
Em 1994, ela ganhou o Premier Prix do Conservatório de Arte Dramática de Orléans.
Em 1997, estrelou a peça "Y a des nounours dans les placards", que foi dirigida por seu primo, Laurent Cotillard.
Aos 19 anos, Cotillard estreou no cinema com L'Histoire du Garçon qui Voulait qu'on l'Embrasse do diretor Philippe Harel, lançado em 1994.

## Carreira

### Década de 1990-2006
Na década de 1990 e início da década de 2000, Cotillard participou de algumas produções bastante conhecidas e cultuadas. Fez participações em séries de televisão como Highlander e Extrême Limite. Em 1996, protagonizou o seu primeiro filme, Chloé, contracenando com Anna Karina. Teve papéis pequenos em filmes como Comment je me suis disputé… (ma vie sexuelle) de Arnaud Desplechin e Turista Espacial (La Belle Verte) de Coline Serreau
Em 1998, participou do filme "Táxi" de Gérard Pirès (e produzido por Luc Besson) no papel de Lili Bertineau, por sua atuação, a atriz foi indicada ao César de Atriz Revelação em 1999. O filme foi um grande sucesso e Cotillard reprisou o papel em duas sequências: "Táxi 2" (2000) e "Táxi 3" (2003).
Em 1999, estrelou no filme pós-apocalíptico "Furia" de Alexandre Aja e no drama de guerra suíço La Guerre dans le Haut Pays, pelo qual recebeu o prêmio de Melhor Atriz no Festival de Autran, na França.

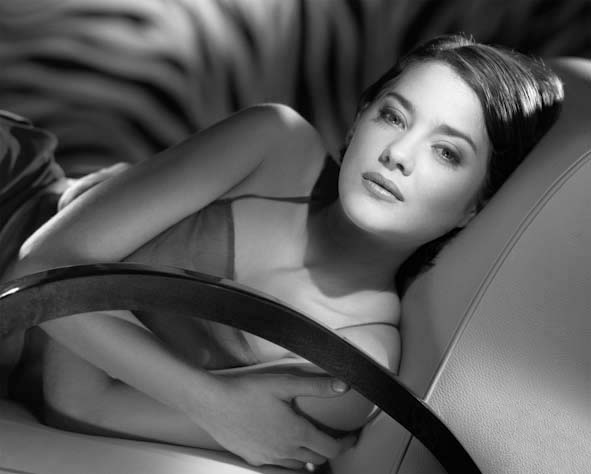
Cotillard em 1999

Em 2001, Cotillard participou do filme "Lisa" de Pierre Grimblat, no qual teve o papel-título, interpretando a versão jovem da personagem de Jeanne Moreau. Também protagonizou o filme "Les Jolies Choses" de Gilles Paquet-Brenner, interpretando Lucie e Marie, irmãs gêmeas de personalidades totalmente opostas. Por sua atuação em "Les Jolies Choses", a atriz recebeu sua segunda indicação ao César de Atriz Revelação em 2002.
No mesmo ano ela ainda protagonizou o suspense "Une femme piégée", no papel de Florence Lacaze, uma mulher que foi acusada de matar o marido e precisa provar sua inocência.
Em 2002 fez parte do thriller "Une Affaire Privée" de Guillaume Nicloux, no papel de Clarisse.
Em 2003 protagonizou "Amor ou Consequência" (Jeux d'enfants) de Yann Samuell no papel de Sophie Kowalsky, e contracenou ao lado de Guillaume Canet, que anos mais tarde viria a se tornar seu namorado. Também estrelou em "Peixe Grande e Suas Histórias Maravilhosas" (Big Fish) de Tim Burton, no papel de Joséphine Bloom.
Em 2004 Cotillard ganhou o Troféu Chopard de revelação feminina no Festival de Cannes. No mesmo ano estrelou em "Eterno Amor" de Jean-Pierre Jeunet, no papel da vingativa Tina Lombardi, atuação que lhe recebeu o César de Melhor Atriz Coadjuvante.
Em 2005 estrelou em "Mary" de Abel Ferrara, e em 2006 participou de "Um Bom Ano" de Ridley Scott, interpretando Fanny Chenal e contracenando ao lado de Russell Crowe.

### Piaf, Oscar e carreira internacional (2007–2011)

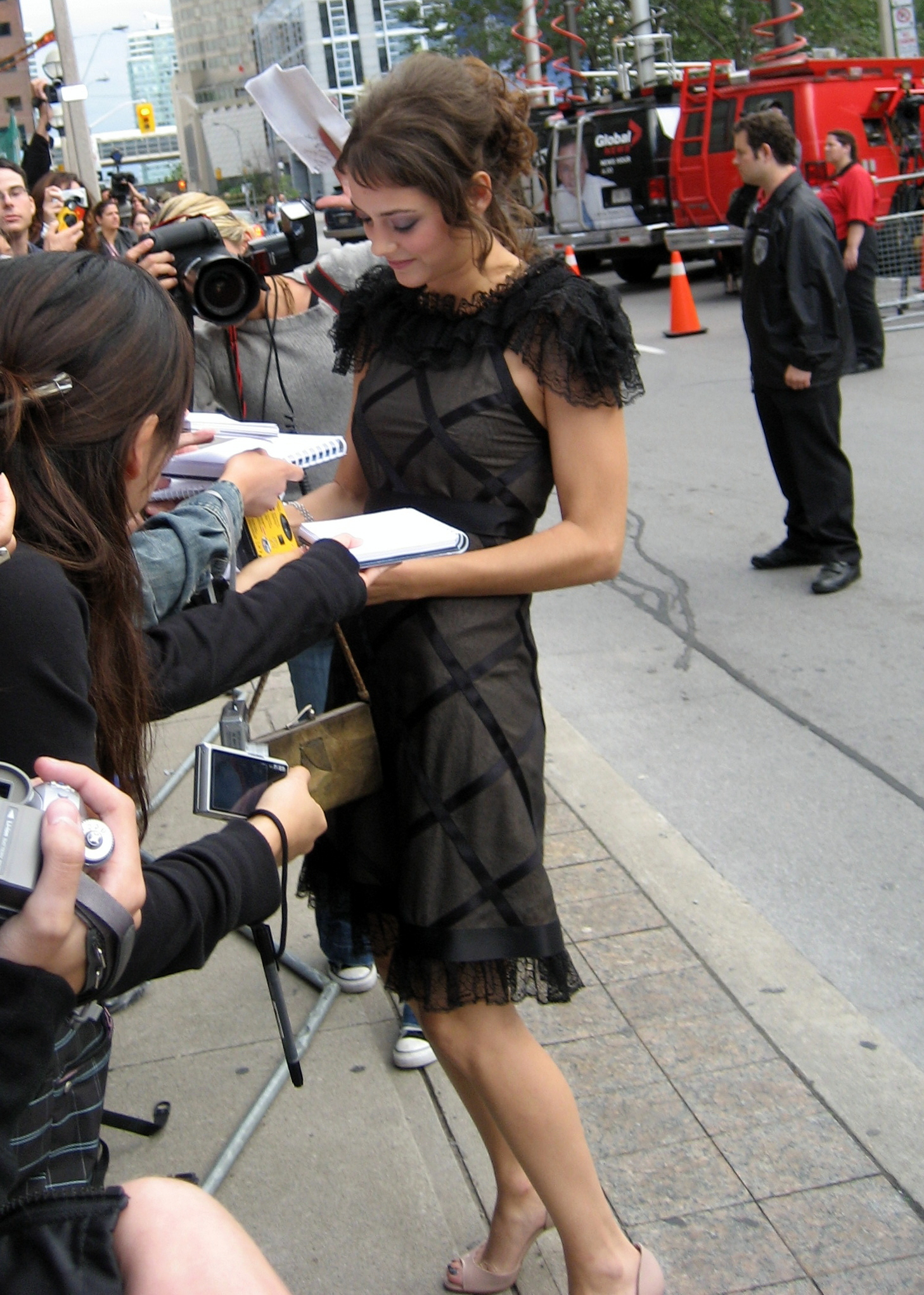
Autografando para fãs em 2006

Foi por sua interpretação de Édith Piaf em "Piaf - Um Hino ao Amor" (2007) de Olivier Dahan, que a atriz conquistou vários prêmios de cinema como o César, o BAFTA, Globo de Ouro e o Oscar de Melhor Atriz. No Festival Internacional de Cinema de Berlim, onde o filme premiado estreou, Marion obteve 15 minutos de ovação de pé dos presentes.
Em 2009 atuou em "Inimigos Públicos" de Michael Mann ao lado Johnny Depp e Christian Bale. Nesse filme Cotillard interpretou Billy Frechette, namorada do gângster John Dillinger, interpretado por Depp. Ela também estrelou no musical Nine de Rob Marshall, no papel de Luisa Contini, esposa do personagem de Daniel Day-Lewis. A atuação em Nine rendeu à Cotillard sua segunda indicação ao Globo de Ouro de Melhor Atriz em Comédia ou Musical; no mesmo ano ela ainda protagonizou o filme francês "O Último Voo" (Le Dernier Vol) ao lado de Guillaume Canet.
Em 2010, estrelou em "A Origem" de Christopher Nolan, onde interpretou a principal antagonista do filme, Mal Cobb, esposa do personagem de Leonardo DiCaprio.
Também participou do drama "Até à Eternidade", dirigido por Guillaume Canet. No filme Cotillard interpretou a ambientalista Marie.
No mesmo ano, Cotillard recebeu o título de Cavaleira da Ordem das Artes e Letras, por sua contribuição ao enriquecimento da cultura francesa. A medalha foi entregue a ela pelo Ministro da Cultura da França, Fréderic Mitterand.
Em 2011 atuou em "Contágio" de Steven Soderbergh, no papel da Dr.ª Leonora Orantes. No mesmo ano estrelou em Meia Noite em Paris de Woody Allen, no papel de Adriana, musa fictícia do pintor Pablo Picasso, por quem Gil (personagem de Owen Wilson) se apaixona.

### 2012–presente

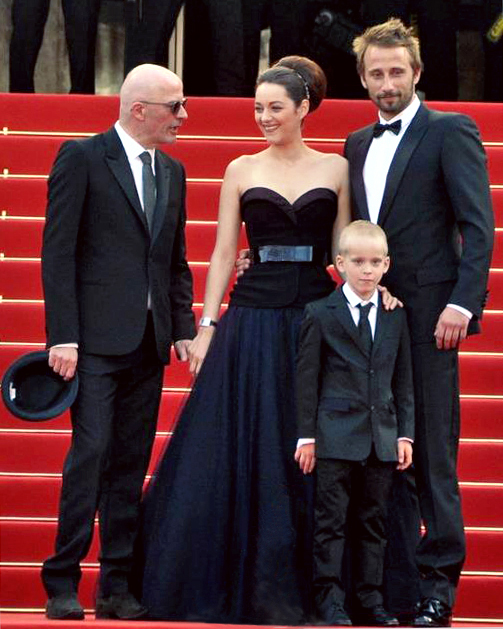
Cotillard ao lado do diretor Jacques Audiard e dos atores Matthias Schoenaerts e Armand Verdure na estreia de Ferrugem e Osso no Festival de Cannes em 2012.

Em 2012, Cotillard atuou em "Batman: O Cavaleiro das Trevas Ressurge", interpretando Miranda Tate/Talia al Ghul e trabalhou novamente com o diretor Christopher Nolan e com os atores Tom Hardy, Joseph Gordon-Levitt, Cillian Murphy e Michael Caine de A Origem e Christian Bale de Inimigos Públicos.
No mesmo ano, a atriz protagonizou o filme francês "Ferrugem e Osso" de Jacques Audiard, onde interpreta Stéphanie, uma treinadora de baleias sem pernas que vive um romance inusitado com um boxeador interpretado por Matthias Schoenaerts. O filme foi aplaudido de pé durante 10 minutos ao final de sua exibição no 65º Festival de Cannes em 2012 e Cotillard foi aclamada internacionalmente por sua atuação.
Por sua atuação no em Ferrugem e Osso, Marion ganhou os prêmios Globe de Cristal, Étoiles d'Or, Sant Jordi Award, Irish Film & Television Award e o prêmio de Melhor Atriz no Festival International de Cinema do Hawaii e também foi indicada ao Globo de Ouro, Critics' Choice Award, Prémios Screen Actors Guild, BAFTA, Australian Film Institute Awards, Prix Lumière e César, mas foi ignorada pelo Oscar. A atriz Cate Blanchett escreveu um artigo para a Variety elogiando a atuação de Cotillard em Ferrugem e Osso. As duas atrizes competiram pelo Oscar de Melhor Atriz em 2008. Na época, Blanchett declarou publicamente que tinha votado para Cotillard ganhar o Oscar e quando Marion foi anunciada como a vencedora do prêmio, Blanchett estava visivelmente feliz pela vitória dela.
Marion Cotillard e Leonardo DiCaprio apareceram na 8ª posição da lista da Forbes sobre os Casais Mais Rentáveis de Hollywood em 2012, graças ao sucesso do filme que eles estrelaram juntos: A Origem. Eles são o único casal da lista que não faziam parte de uma franquia.
Em fevereiro de 2013 foi eleita "Mulher do Ano" pelos alunos da Universidade Harvard por sua contribuição ao entretenimento.

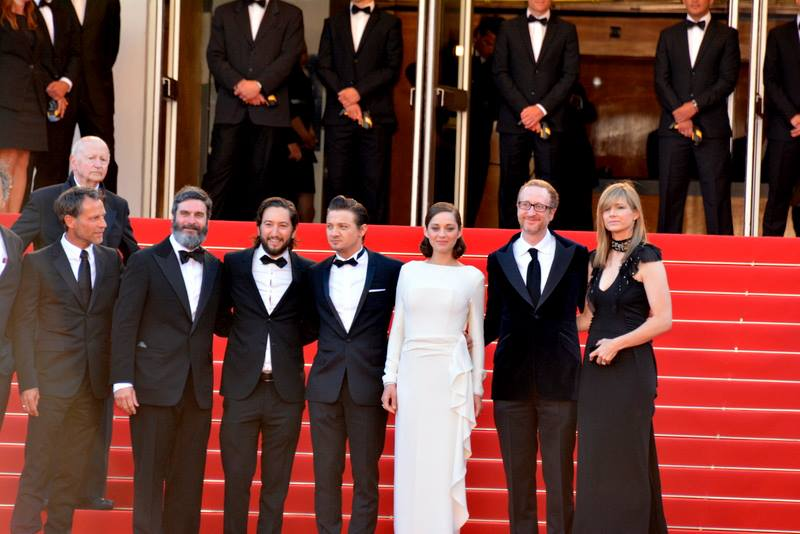
Marion Cotillard na premiere de The Immigrant no Festival de Cannes 2013

A atriz protagonizou o seu primeiro filme em Hollywood em 2013: "Era Uma Vez em Nova York" de James Gray, no papel da imigrante polonesa Ewa Cybulska, contracenando ao lado de Joaquin Phoenix e Jeremy Renner. Também atuou no filme "Laços de Sangue" (Blood Ties), dirigido pelo namorado Guillaume Canet. Os dois filmes foram exibidos no 66º Festival de Cannes na mesma semana.
Em 7 de maio de 2013 foi lançado o videoclipe da canção “The Next Day” de David Bowie, que conta com a participação de Cotillard e Gary Oldman, colegas de elenco no filme Batman - O Cavaleiro das Trevas Ressurge. O clipe gerou polêmica e foi banido em alguns países por distorcer dogmas e símbolos do catolicismo.
Em novembro e dezembro de 2013, a atriz fez parte do júri do Festival de Cinema de Marrakech, que foi presidido por Martin Scorsese.
Em 2014 Cotillard protagonizou o filme belga "Dois Dias, Uma Noite" (Deux jours, une nuit) dos Irmãos Dardenne, no papel de Sandra. Sua atuação foi muito elogiada durante a exibição do filme no 67º Festival de Cannes, e o filme lhe rendeu sua segunda indicação ao Oscar de Melhor Atriz, sendo também sua segunda indicação por um filme em língua francesa.
Em 2015 Cotillard interpretou Lady Macbeth no filme Macbeth de Justin Kurzel, adaptação da peça de William Shakespeare, onde atuou ao lado de Michael Fassbender no papel-título, também participou de uma nova adaptação de O Pequeno Príncipe, onde dublou a Rosa nas versões em francês e inglês, e também dublou a protagonista Avril na animação steampunk Abril e o Mundo Extraordinário (Avril et le Monde Truqué).
Em 2016 Cotillard atuou no drama francês "Mal de Pierres" dirigido por Nicole Garcia, no canadense É Apenas o Fim do Mundo (Juste la fin du monde) de Xavier Dolan, e os americanos Aliados de Robert Zemeckis, e Assassin's Creed de Justin Kurzel, onde contracenou novamente com Michael Fassbender.
Em 2017, a atriz atuou nos filme franceses Ismael's Ghosts do diretor Arnaud Desplechin, e Rock'n Roll de Guillaume Canet.
Em 2018, Cotillard protagonizou o filme francês Meu Anjo (Gueule d'ange) da diretora Vanessa Filho. Em 2019, a atriz reprisou o papel de Marie no drama Estaremos Sempre Juntos (Nous finirons ensemble), sequência de "Até a Eternidade" de 2010.
Em 2020 Cotillard dublou a raposa Tutu na comédia Dolittle de Stephen Gaghan.
Em 2021, Cotillard interpretou Ann DelGreco no musical Annette do diretor Leos Carax. Ela também interpretou Kim Randall na comédia La Vengeance au Triple Galop, um telefilme do canal de televisão francês Canal Plus. A atriz também dublou a artista plástica alemã Charlotte Salomon na versão francesa da animação biográfica Charlotte, dirigida por Eric Warin e Tahir Rana. Cotillard também foi produtora executiva do filme.
Em 2022, Cotillard fez sua terceira colaboração com o diretor Arnaud Desplechin no filme Frère et Soeur, que estreou no Festival de Cannes em competição oficial. Ela também deu voz à estilista Coco Chanel no curta Rencontre(s) de Mathias Chelebourg.
Em 2023, a atriz interpretou Cleópatra no filme Astérix et Obélix: l'Empire du Milieu de Guillaume Canet; participou de um episódio da série Extrapolations do streaming Apple TV+; e também protagoniza o docudrama Little Girl Blue de Mona Achache, que fez sua estreia mundial no Festival de Cannes 2023,  onde ela interpreta a escritora e fotógrafa de cena Carole Achache, mãe da diretora do filme. A atriz também dublará Louise de Savoy na animação The Inventor de Jim Capobianco.

## Lady Dior
Em 2008 Cotillard foi escolhida para ser garota-propaganda da grife francesa Dior, desde então a atriz faz campanhas publicitárias para a bolsa Lady Dior e já estrelou uma série de curta-metragens para divulgar a bolsa situados em diferentes cidades, são eles: Lady Noire Affair (Paris), Lady Rouge (Nova York), Lady Blue (Shangai) e Lady Grey (Londres), a atriz ainda estrelou a web-série em 7 episódios Lady Dior Web Documentary, para o qual compôs e cantou a canção "Lily's Body", que ganhou um videoclipe no formato animação mostrando o encontro de Cotillard com o estilista criador da grife, Christian Dior. No quinto episódio da série, a atriz revelou que irá criar uma bolsa para a Lady Dior. O contrato de Cotillard com a grife chegou ao fim em 2017.

### Campanhas
- 2009: Lady Dior Paris: Lady Noire - Spring/Summer 2009.
- 2009: Lady Dior New York: Lady Rouge - Fall/Winter 2009/2010.
- 2010: Lady Dior Shanghai: Lady Blue - Spring/Summer 2010.
- 2010: Lady Dior London: Lady Grey - Fall/Winter 2010/2011.
- 2011: Lady Dior Moscow - Spring/Summer 2011.
- 2011: Miss Dior handbags: Fall/Winter 2011/2012.
- 2011: Lady Dior Los Angeles - Fall/Winter 2011/2012.
- 2012: Lady Dior: Paris - Spring/Summer 2012.
- 2012: Lady Dior Hampton - Fall/Winter 2012.
- 2013: Lady Dior handbags - Spring/Summer 2013.
- 2012: Lady Dior Resort - Fall-Winter 2013/2014.
- 2014: Lady Dior handbags - Spring/Summer 2014

## Chanel Nº 5
Em 17 de fevereiro de 2020, foi revelado que Cotillard será o novo rosto do perfume Chanel Nº 5.
O primeiro comercial do perfume estrelado pela atriz foi lançado em 29 de outubro de 2020. Dirigido por Johan Renck, o comercial mostrava Cotillard dançando na lua com o bailarino Francês Jérémie Bélingard enquanto cantava um cover da canção "Team" da cantora Lorde.

## Projetos sociais e ecológicos
Cotillard é porta-voz do Greenpeace. Ela recusou um contrato publicitário com a marca de cosméticos L'Oréal, porque a empresa testava seus produtos em animais.

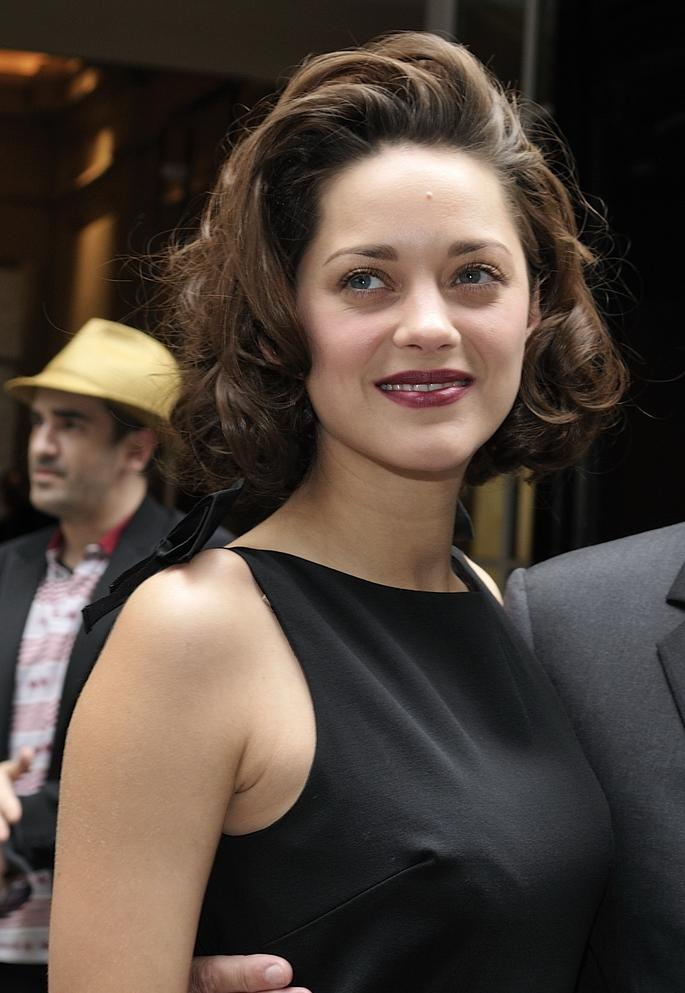
A atriz em julho de 2009

Em 2009, a pedido de Kofi Annan, presidente do Fórum Global Humanitário, ela participou da gravação da música Beds are Burning da banda Midnight Oil, para ajudar na campanha 'Tck Tck Tck'. O lançamento da música serviu como uma petição musical global com a finalidade de exigir justiça climática na Conferência das Nações Unidas sobre Mudança climática em Copenhague, que foi realizada em dezembro de 2009.
Confeccionou sua própria boneca para a campanha da UNICEF "Les Frimousses Font Leur Cinéma", que depois foi vendida e o dinheiro foi usado para ajudar a vacinar milhares de crianças em Darfur.
Em julho de 2010 Marion foi para a República Democrática do Congo, com outros ativistas do Greenpeace para combater a desflorestação. A viagem é mostrada no documentário The Congolese Rainforests: Living in Borrowed Time.
Em 2011 declarou seu apoio ao Cacique Raoni contra a Usina de Belo Monte no Brasil.
Em 15 de novembro de 2013 a atriz se prendeu em uma falsa prisão em Paris em defesa dos 30 tripulantes do navio quebra-gelo "MV Arctic Sunrise" do Greenpeace, que foram detidos em 19 de Setembro de 2013, por protestar no Ártico russo, entre os ativistas presos estava a brasileira Ana Paula Maciel, que foi libertada em 20 de Novembro de 2013. Dentro de uma cela e junto de outros militantes no Palais Royal da capital francesa, Cotillard segurava um cartaz que dizia: "sou defensora do clima".
Em fevereiro de 2014, Cotillard declarou seu apoio ao "The Tiger Manifesto", uma campanha lançada pelo Greenpeace para que os consumidores exijam que produtos sejam amigos das florestas e tigres. A destruição das florestas está atingindo animais como o tigre de Sumatra, na Indonésia, que está à beira da extinção com cerca de 400 tigres apenas.

## Carreira musical
Cotillard compôs a canção "La Fille de Joie" para o filme "Les Jolies Choses" de 2001, onde ela interpretava uma cantora.
Participou de vários shows da banda francesa Yodelice, onde se apresentou usando o pseudônimo Simone, que é o nome de sua avó, nos shows Marion cantava, tocava guitarra, baixo e teclado. Ela participou de algumas canções do álbum "Cardioid" da banda Yodelice que foi lançado em 2010. Em 2008, ela compôs e gravou a canção "The Strong Ones" para o curta-metragem do perfume "Cartier Love" que foi dirigido por Olivier Dahan.
Ela ainda cantou com a banda Franz Ferdinand no clipe "The Eyes of Mars", feito especialmente para a campanha Lady Rouge da Dior, além de também compor e cantar a canção "Lily's Body" para o documentário da grife francesa.

## Vida pessoal
Namorou com o ator francês Julien Rassam no final da década de 1990 até 2000. Teve um longo relacionamento com o ator francês Stéphan Guérin-Tillié entre 2000 e 2005. Também namorou o cantor francês Sinclair de 2005 a 2007.
Desde outubro de 2007, Cotillard está em um relacionamento com o ator e diretor francês Guillaume Canet, os dois protagonizaram os filmes Amor ou Consequência e O Último Voo e eram amigos desde os anos 90. Apesar de vários sites dizerem que os dois são casados, a atriz já afirmou em uma entrevista que não é casada. Em 19 de Maio de 2011, nasceu o primeiro filho do casal, Marcel. Em março de 2017 nasceu a segunda filha do casal, Louise.

## Filmografia

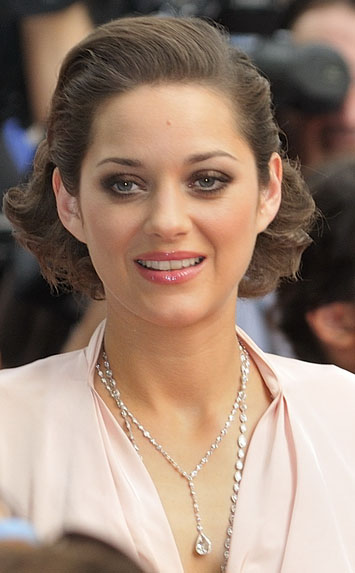
Marion Cotillard em 2009

- 1982: Le Monde des tout petits (Telefilme)
- 1983: Lucie (curta-metragem)
- 1992: Highlander (série de televisão) … Lori Bellian
- 1994: Extrême Limite (série de televisão) … Sophie Colbert
- 1994: L'Histoire du garçon qui voulait qu'on l'embrasse … Mathilde
- 1995: Snuff Movie (curta-metragem)
- 1996: Insalata Mista (curta-metragem) … Juliette
- 1996: Théo la tendresse (Telefilme) … Laura
- 1996: Comment je me suis disputé… (ma vie sexuelle) … Estudante
- 1996: Chloé (Telefilme) … Chloé
- 1996: Turista Espacial (La Belle Verte) … Macha
- 1996: La Mouette  (curta-metragem) … Laurence
- 1997: Affaire Classée (curta-metragem) … Nathalie
- 1997: La Sentence (curta-metragem)
- 1998: Táxi – Velocidade nas Ruas (Taxi) … Lily Bertineau
- 1998: Interdit de viellir (Telefilme) … Abigail Dougnac
- 1998: La Surface de Réparation (curta-metragem) … Stella
- 1999: La Guerre dans le haut pays … Julie Bonzon
- 1999: Furia … Elia
- 1999: L'Appel de la cave (curta-metragem) … Rachel
- 1999: Du bleu jusqu'en Amérique … Solange
- 2000: Taxi 2 … Lily Bertineau
- 2000: Quelques jours de trop (curta-metragem)
- 2000: Les Redoutables (Série de televisão) … Gabby
- 2000: Le Marquis (curta-metragem)
- 2001: Lisa … Lisa
- 2001: Une Femme Piégée (Telefilme) … Florence Lacaze
- 2001: Les Jolies Choses … Lucie F. e Marie
- 2001: Heureuse (curta-metragem)
- 2001: Boomer (curta-metragem) … Madame Boomer
- 2002: Une Affaire Privée … Clarisse Entoven
- 2003: Taxi 3 … Lily Bertineau
- 2003: Amor ou Consequência (Jeux d'enfants) … Sophie Kowalsky
- 2003: Peixe Grande e Suas Histórias Maravilhosas (Big Fish) … Joséphine
- 2005: Inocência (Innocence) … Mademoiselle Eva
- 2004: Eterno Amor (Un long dimanche de fiançailles) … Tina Lombardi
- 2005: Cavalcade … Alizée
- 2005: O Amor Está no Ar (Ma vie en l'air) … Alice
- 2005: Maria (Mary) … Gretchen Mol
- 2005: Sauf le respect que je vous dois … Lisa
- 2005: Caixa Preta (La Boîte Noire) … Isabelle Kruger e Alice
- 2005: Edy … Céline
- 2006: Você e Eu (Toi et moi) … Lena
- 2006: Dikkenek … Nadine
- 2006: Fair Play … Nicole
- 2006: Um Bom Ano (A Good Year) … Fanny Chenal
- 2007: Piaf – Um Hino ao Amor (La Môme) … Édith Piaf
- 2008: Lady Noire Affair (curta-metragem) … Lady Noire
- 2009: Inimigos Públicos (Public Enemies) … Billie Frechette
- 2009: O Último Voo (Le Dernier Vol) … Marie Vallières de Beaumont
- 2009: Nine … Luisa Contini
- 2010: Lady Rouge (curta-metragem)
- 2010: Lady Blue Shanghai (curta-metragem)
- 2010: A Origem (Inception) … Mal
- 2010: Até a Eternidade (Les Petits Mouchoirs) … Marie
- 2011: Lady Grey London (curta-metragem)
- 2011: Meia-Noite em Paris (Midnight in Paris) … Adriana
- 2011: Contágio (Contagion) … Leonora Orantes
- 2011: L.A.dy Dior (curta-metragem) … Margaux
- 2012: Ferrugem e Osso (De Rouille et D'os) … Stéphanie
- 2012: Batman - O Cavaleiro das Trevas Ressurge (The Dark Knight Rises) … Miranda Tate (Talia Al Ghul)
- 2013: Era Uma Vez em Nova York (The Immigrant) … Ewa Cybulska
- 2013: Blood Ties … Monica
- 2014: Tudo Por Um Furo (Anchorman 2: The Legend Continues) … Apresentadora canadense
- 2014: Dois Dias, Uma Noite (Deux jours, une nuit) … Sandra
- 2015: Macbeth … Lady Macbeth
- 2015: Abril e o Mundo Extraordinário (Avril et le Monde Truqué) … Avril (voz)
- 2015: O Pequeno Príncipe (The Little Prince) … Rosa (voz)
- 2016: Juste la fin du monde … Catherine
- 2016: Mal de Pierres … Gabrielle
- 2016: Aliados (Allied) … Marianne Beausejour
- 2016: Assassin's Creed … Dr. Sophia Rikkin
- 2017: Rock'n Roll … Marion Cotillard
- 2017: Os Fantasmas de Ismael (Les Fantômes d'Ismaël) … Carlotta
- 2018: Meu Anjo (Gueule d'ange) … Marlène
- 2019: Estaremos Sempre Juntos (Nous finirons ensemble) … Marie
- 2020: Dolittle … Tutu (voz)
- 2020: Anette … Ann Defrasnoux
- 2021: Charlotte … Charlotte Salomon (voz, versão francesa)
- 2021: La Vengeance au Triple Galop (Telefilme) … Kim Randall
- 2022: Frère et Soeur… Alice
- 2022: Rencontre(s) (curta) … Coco Chanel
- 2023: Astérix et Obélix: l'Empire du Milieu… Cleópatra
- 2023: Extrapolations (série de televisão, 1 episódio) … Sylvie Bolo
- 2023: Little Girl Blue… Carole Achache
- 2023: The Inventor … Louise de Savoy (voz)
- 2023: Lee …Solange D'Ayen

### Narração e dublagem
- 2006: Happy Feet … Gloria (versão francesa)
- 2009: OceanWorld 3D (documentário) … Narração
- 2012: Batman - O Cavaleiro das Trevas Ressurge … Miranda Tate (versão francesa)
- 2014: Terre des Ours (documentário) … Narração
- 2014: Unity (documentário) … Narração
- 2015: O Pequeno Príncipe (The Little Prince) … Rosa (versão francesa e inglesa)
- 2015: Minions … Scarlet Overkill (versão francesa)
- 2015: Abril e o Mundo Extraordinário (Avril et le Monde Truqué) … Avril
- 2021: Charlotte … Charlotte Salomon (versão francesa)

### Video-Clipes
- 1990: Petite fille de Les Wampas
- 2004: Givin'Up de Richard Archer e Tommy Hools
- 2004: No Reason To Cry Out Your Eyes de Hawksley Workman
- 2009: Beds Are Burning de TckTckTck - Time for Climate Justice
- 2010: More Than Meets The Eyes de Yodelice
- 2010: Breathe In de Yodelice
- 2010: Take It All do filme Nine
- 2010: The Eyes of Mars de Franz Ferdinand
- 2013: The Next Day de David Bowie
- 2014: Snapshot in LA de Marion Cotillard para Lady Dior

### Teatro
- 1997: Y'a des Nounours Dans les Placards, de Laurent Cotillard, em Paris, França.
- 2005: Jeanne d'Arc au bûcher, oratório de Arthur Honegger, em Orléans, França.

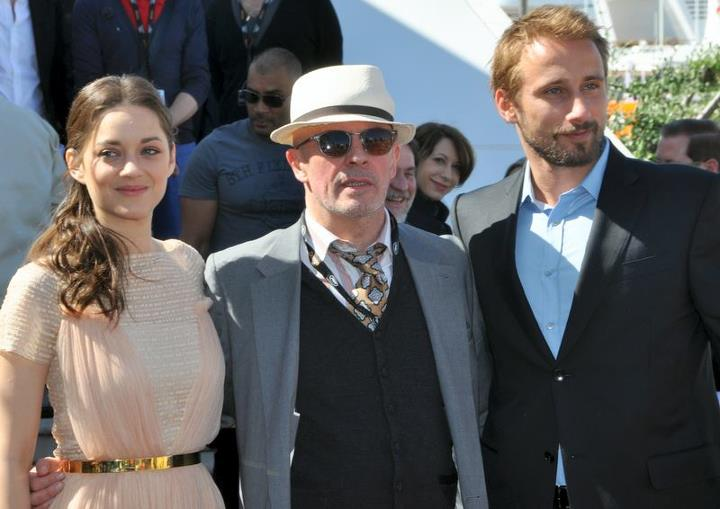
Marion Cotillard com o diretor Jacques Audiard e o ator Matthias Schoenaerts no Festival de Cannes 2012.

- 2012: Jeanne d'Arc au bûcher, oratório de Arthur Honegger, em Barcelona, Espanha.

## Principais prêmios e indicações
Oscar
| Ano  | Categoria    | Filme                  | Notas    |
| ---- | ------------ | ---------------------- | -------- |
| 2008 | Melhor atriz | Piaf – Um Hino ao Amor | Venceu   |
| 2015 | Melhor atriz | Dois Dias, Uma Noite   | Indicado |

Globo de Ouro
| Ano  | Categoria                                   | Filme                  | Notas    |
| ---- | ------------------------------------------- | ---------------------- | -------- |
| 2008 | Melhor atriz em filme de comédia ou musical | Piaf – Um Hino ao Amor | Venceu   |
| 2010 | Melhor atriz em filme de comédia ou musical | Nine                   | Indicado |
| 2013 | Melhor atriz em filme de drama              | Ferrugem e Osso        | Indicado |
| 2022 | Melhor atriz em filme de drama              | Annette                | Indicado |

Festival de Cannes
| Ano  | Categoria          | Notas  |
| ---- | ------------------ | ------ |
| 2004 | Revelação Feminina | Venceu |

Prémios Screen Actors Guild
| Ano  | Categoria     | Filme                  | Notas    |
| ---- | ------------- | ---------------------- | -------- |
| 2008 | Melhor atriz  | Piaf – Um Hino ao Amor | Indicado |
| 2010 | Melhor elenco | Nine                   | Indicado |
| 2012 | Melhor elenco | Meia-Noite em Paris    | Indicado |
| 2013 | Melhor atriz  | Ferrugem e Osso        | Indicado |

BAFTA
| Ano  | Categoria    | Filme                  | Notas    |
| ---- | ------------ | ---------------------- | -------- |
| 2008 | Melhor atriz | Piaf – Um Hino ao Amor | Venceu   |
| 2013 | Melhor atriz | Ferrugem e Osso        | Indicado |

César
| Ano  | Categoria                | Filme                      | Notas    |
| ---- | ------------------------ | -------------------------- | -------- |
| 1999 | Atriz revelação          | Táxi - Velocidade nas Ruas | Indicado |
| 2002 | Atriz revelação          | Les Jolies Choses          | Indicado |
| 2005 | Melhor atriz coadjuvante | Eterno Amor                | Venceu   |
| 2008 | Melhor atriz             | Piaf – Um Hino ao Amor     | Venceu   |
| 2013 | Melhor atriz             | Ferrugem e Osso            | Indicado |
| 2015 | Melhor atriz             | Dois Dias, Uma Noite       | Indicado |

Globe de Cristal
| Ano  | Categoria    | Filme                  | Notas    |
| ---- | ------------ | ---------------------- | -------- |
| 2006 | Melhor atriz | O Amor Está no Ar      | Indicado |
| 2008 | Melhor atriz | Piaf – Um Hino ao Amor | Indicado |
| 2013 | Melhor atriz | Ferrugem e Osso        | Venceu   |
| 2015 | Melhor atriz | Dois Dias, Uma Noite   | Indicado |

Prix Lumière
| Ano  | Categoria    | Filme                  | Notas    |
| ---- | ------------ | ---------------------- | -------- |
| 2008 | Melhor atriz | Piaf – Um Hino ao Amor | Venceu   |
| 2013 | Melhor atriz | Ferrugem e Osso        | Indicado |

Étoiles d'Or
| Ano  | Categoria    | Filme                  | Notas    |
| ---- | ------------ | ---------------------- | -------- |
| 2008 | Melhor atriz | Piaf – Um Hino ao Amor | Venceu   |
| 2013 | Melhor atriz | Ferrugem e Osso        | Venceu   |
| 2015 | Melhor atriz | Dois Dias, Uma Noite   | Indicado |

Critics' Choice Award
| Ano  | Categoria     | Filme                  | Notas    |
| ---- | ------------- | ---------------------- | -------- |
| 2008 | Melhor atriz  | Piaf – Um Hino ao Amor | Indicado |
| 2010 | Melhor atriz  | Nine                   | Indicado |
| 2010 | Melhor elenco | Nine                   | Indicado |
| 2013 | Melhor atriz  | Ferrugem e Osso        | Indicado |
| 2015 | Melhor atriz  | Dois Dias, Uma Noite   | Indicado |

Satellite Awards
| Ano  | Categoria                          | Filme                  | Notas    |
| ---- | ---------------------------------- | ---------------------- | -------- |
| 2007 | Melhor atriz                       | Piaf – Um Hino ao Amor | Venceu   |
| 2009 | Melhor elenco                      | Nine                   | Venceu   |
| 2009 | Melhor atriz em comédia ou musical | Nine                   | Indicado |
| 2010 | Melhor atriz coadjuvante           | A Origem               | Indicado |

European Film Awards
| Ano  | Categoria    | Filme                  | Notas    |
| ---- | ------------ | ---------------------- | -------- |
| 2007 | Melhor atriz | Piaf – Um Hino ao Amor | Indicado |
| 2014 | Melhor atriz | Dois Dias, Uma Noite   | Venceu   |

British Independent Film Awards
| Ano  | Categoria    | Filme   | Notas    |
| ---- | ------------ | ------- | -------- |
| 2015 | Melhor atriz | Macbeth | Indicado |

Telluride Film Festival
| Ano  | Categoria        | Notas  |
| ---- | ---------------- | ------ |
| 2012 | Silver Medallion | Venceu |

Hollywood Film Festival
| Ano  | Categoria    | Filme                  | Notas  |
| ---- | ------------ | ---------------------- | ------ |
| 2007 | Atriz do ano | Piaf – Um Hino ao Amor | Venceu |
| 2013 | Atriz do ano | Ferrugem e Osso        | Venceu |

Hawaii International Film Festival
| Ano  | Categoria    | Filme           | Notas  |
| ---- | ------------ | --------------- | ------ |
| 2012 | Melhor atriz | Ferrugem e Osso | Venceu |

Irish Film and Television Awards
| Ano  | Categoria                  | Filme           | Notas    |
| ---- | -------------------------- | --------------- | -------- |
| 2010 | Melhor atriz internacional | Nine            | Indicado |
| 2013 | Melhor atriz internacional | Ferrugem e Osso | Venceu   |

Sant Jordi Awards
| Ano  | Categoria                | Filme           | Notas  |
| ---- | ------------------------ | --------------- | ------ |
| 2013 | Melhor atriz estrangeira | Ferrugem e Osso | Venceu |

Australian Film Institute
| Ano  | Categoria    | Filme           | Notas    |
| ---- | ------------ | --------------- | -------- |
| 2013 | Melhor atriz | Ferrugem e Osso | Indicado |

Palm Springs International Film Festival
| Ano  | Categoria                     | Filme                  | Notas  |
| ---- | ----------------------------- | ---------------------- | ------ |
| 2008 | Melhor atriz                  | Piaf – Um Hino ao Amor | Venceu |
| 2009 | Desert Palm Achievement Award | Nine                   | Venceu |

Cabourg Romantic Film Festival
| Ano  | Categoria          | Filme                  | Notas  |
| ---- | ------------------ | ---------------------- | ------ |
| 2000 | Melhor atriz jovem | Táxi 2                 | Venceu |
| 2007 | Melhor atriz       | Piaf – Um Hino ao Amor | Venceu |

Czech Lion
| Ano  | Categoria    | Filme                  | Notas  |
| ---- | ------------ | ---------------------- | ------ |
| 2008 | Melhor atriz | Piaf – Um Hino ao Amor | Venceu |

MTV Movie Awards
| Ano  | Categoria   | Filme                                    | Notas    |
| ---- | ----------- | ---------------------------------------- | -------- |
| 2012 | Melhor vilã | Batman - O Cavaleiro das Trevas Ressurge | Indicado |